# Morales Peak
Morales Peak är en bergstopp i Antarktis. Den ligger i den centrala delen av kontinenten. Inget land gör anspråk på området. Toppen på Morales Peak är 2 058 meter över havet.
Terrängen runt Morales Peak är kuperad norrut, men söderut är den platt. Trakten är obefolkad. Det finns inga samhällen i närheten.